# Scribus
A Scribus (latin szó, jelentése: írnok) egy nyílt forrású, GNU GPL licenc alatt terjesztett keresztplatformos asztali kiadványszerkesztő (DTP) alkalmazás Linux/Unix, Mac OS X, OS/2, Haiku, eComStation és Microsoft Windows operációs rendszerekhez. Alkalmas klubok hírleveleinek, kis újságtermékek és lendületes, interaktív PDF prezentációk elkészítéséhez. Használják továbbá céges levélpapírok, brosúrák, kis plakátok és egyéb olyan dokumentumok létrehozáshoz, melyek rugalmas szerkesztést vagy professzionális, minőségi képbeállítási képességet igényelnek. Hasonlít az Adobe PageMaker, a QuarkXPress vagy az Adobe InDesign alkalmazásokhoz.
A Scribus számos fontosabb képformátumot támogat az SVG-ig bezárólag. Képes importálni számos ismert dokumentumformátumot (pl. RTF, DOCX, ODT, IDML, PDF).
A nyomtatása megfelelő, 3 belső PostScript driver rétegen keresztül valósul meg, beleértve a támogatott, beépített True Type, Type 1 és Open Type betűtípusokat. A belső driver teljes egészében támogatja a 2. szintű PostScript-et, és közel állnak a 3. szint megvalósításához.
A PDF kimenete támogatja az átlátszó diákat, a titkosítást, és számos lehetőséget biztosít az 1.4-es PDF specifikációnak megfelelően, úgy mint interaktív űrlapmezők, kommentárok és könyvjelzők.
A Scribus fájlformátum és a teljes dokumentáció XML alapú. A program felületének megvalósításához a Qt könyvtárat használták fel. A helyesírás-ellenőrzést a Hunspell biztosítja. A program teljes magyar felülettel rendelkezik az 1.4 kiadás óta.

## Könyvek
(angolul) Scribushoz készült könyvek gyűjteménye

## Online dokumentáció
- Botos Artúr szakdolgozata: Leírás, videók, példaanyagok az 1.3.9 kiadáshoz.
- Pércsy Kornél: Kiadványszerkesztés Linuxon: Leírás az 1.4-es kiadáshoz.
- Pércsy Kornél: Kiadványszerkesztés Linuxon – avagy a Scribus nyomdász szemmel. YouTube (Szabad Szoftver Konferencia és Kiállítás 2012)
- (franciául) A Floss Manuals francia nyelvű leírása Archiválva 2012. szeptember 18-i dátummal a Wayback Machine-ben: Nagy hozzáértéssel készített szakmai és technológiai bevezető, használati leírás gyakorlati szemmel.
- (angolul) Libre Graphics Production – angol nyelvű, széles látókörű leírás a Scribus helyes alkalmazásáról: Szabad szoftverekkel készülő kiadványok munkafolyamata, ebben a Scribus helye. Színkezelés beállításának lépései.

## Letölthető dokumentáció
- Kiadványkészítés nyílt alapokon: A Scribus bemutatása képekben
- PCLinuxOS Magazin: Scribus különszám[halott link] (9 rész, 2011. dec., vonatkozó verzió: Scribus 1.4)
- Full Circle Magazin 2008 (Scribus 1.3.3.x) cikksorozata Archiválva 2015. február 9-i dátummal a Wayback Machine-ben
  - 1. rész: alapok, felület (19-25. o.)  Archiválva 2010. december 26-i dátummal a Wayback Machine-ben
  - 2. rész: hasábok (17-19. o.) Archiválva 2011. május 24-i dátummal a Wayback Machine-ben
  - 3. rész: szövegformázás és bekezdésstílusok (12-14. o.) Archiválva 2011. május 24-i dátummal a Wayback Machine-ben
  - 4. rész: szín stílusok (13-15. o.)[halott link]
  - 5. rész: rétegek (20-22. o.) Archiválva 2016. március 4-i dátummal a Wayback Machine-ben
  - 6. rész: sablonok (14-18. o.) Archiválva 2011. május 24-i dátummal a Wayback Machine-ben
  - 7. rész: kapcsolatok (13-14. o.) Archiválva 2011. május 23-i dátummal a Wayback Machine-ben
  - 8. rész: exportálás PDF-be (16-18. o.) Archiválva 2011. május 23-i dátummal a Wayback Machine-ben
- Régi Linuxvilág cikkek (Scribus 1.2):
  - Kiadványszerkesztés Linux alatt – Scribus (1. rész): Bevezetés, alapok
  - Kiadványszerkesztés Linux alatt – Scribus (2. rész): A mester dokumentum
  - Kiadványszerkesztés Linux alatt – Scribus (3. rész): PDF fájl készítése
  - Kiadványszerkesztés Linux alatt – Scribus (4. rész): PDF Field a gyakorlatban
- Kiskunlacházi Szakközép- és Szakképző Iskola (esti tagozat, kiadványszerkesztés) anyaga  Archiválva 2012. január 31-i dátummal a Wayback Machine-ben
- DTPDingbats nevű font